# روبرت جيروش
روبرت جيروش (بالإنجليزية: Robert Geroch)‏‏ (1 يونيو 1942 في آكرون - ) فيزيائي من الولايات المتحدة.